# قرائیم
| بخش از مجموعه                                                                          |
| یهودیت                                                                                 |
| Star of David · Ten Commandments · Menorah                                             |
| رده:یهودیت                                                                             |
| یهود · یهودیت · اسباط                                                                  |
| ارتودوکس                                                                               |
| حریدی · حسیدی · ارتودوکس مدرن                                                          |
| فلسفه یهودی                                                                            |
| اصول دین · منیان · کابالا                                                              |
| قوانین نوح · خدا · آخرت · مسیح در یهودیت                                               |
| یهودیان به عنوان قوم برگزیده · هولوکاست · هلاخا · کشروت· ده فرمان                      |
| صنیوت · صدکه · اخلاق · جنبش مسار                                                       |
| متون دینی                                                                              |
| تورات · تنخ · تلمود · میدراش · توسفتا                                                  |
| آثار حاخامی · هاگادا · میشنا· باریتا                                                   |
| تور · شولحان عاروخ ·                                                                   |
| حماش · سیدور · زوهار ·                                                                 |
| شهرهای مقدس                                                                            |
| اورشلیم · صفد · حبرون · طبریه                                                          |
| شخصیت‌های مهم                                                                           |
| ابراهیم · اسحق · یعقوب                                                                 |
| ساره · ربه‌کا · راحیل · لیه                                                             |
| موسی · دبوره · روت · داوود · سلیمان                                                    |
| الیاس · هیلل · شمای · یهودا هناسی                                                      |
| سعادیا گائون · راشی · اسحاق الفاسی · ابن عزرا · توسفتانویسان                           |
| یوسف آلبو · یوسف قارو · آشر بن یهیئل                                                   |
| بعل شم طوو · موسی بن میمون · فیلون اسکندرانی                                           |
| اوادیا یوسف · موشه بن نحمان · موشه فینشتاین · العازر شاخ                               |
| زندگی یهودی                                                                            |
| بریت · بنای مصوا · ازدواج                                                              |
| نیدا· عزاداری                                                                          |
| نقش‌های مذهبی                                                                           |
| حاخام · ربی                                                                            |
| کاهن یهودی ·                                                                           |
| دیان · روش یشیوا                                                                       |
| ساختمان‌های مذهبی                                                                       |
| کنیسه · میکوه · هیکل سلیمان / خیمه‌گاه                                                  |
| مقالات مذهبی                                                                           |
| شبات · تفیلین · زنان · سفر تورات· بدکن· قربانی                                         |
| ستاره داوود · منوره · شوفار                                                            |
| اربعه مینیم                                                                            |
| نماز                                                                                   |
| نماز · شماع · عمیده ·                                                                  |
| قدیش ·هولده                                                                            |
| یهودیت و دیگر ادیان                                                                    |
| مسیحیت · اسلام ·                                                                       |
| ادیان ابراهیمی · تکثرگرایی                                                             |
| مورمونیسم · "یهودی مسیحی" · دیگران                                                     |
| مطالب وابسته                                                                           |
| نقد یهودیت · یهودستیزی                                                                 |
| یهوددوستی · یشیوا· صهیونیسم· یهودیان آمریکا· فهرست دانشمندان و فیلسوفان یهودی · کوربان |
| ن ب و                                                                                  |

قرائیم (عبری: יהדות קראית) یا قرّاء (به عربی) و قاریان (به فارسی) جنبشی یهودی است که در آن فقط به تنخ اعتقاد داشته و کتاب‌های تفسیر دیگر مثل تلمود را بی‌اعتبار می‌دانند.
این فرقه در تضاد با اکثر یهودیان است که تورات شفاهی که قضاوت‌های سنهدرین بوده و در تلمود جمع‌آوری‌شده را به‌عنوان منبع اصلی شریعت یهود (هالاخا) قبول دارند.
قرائیم اعتقاد دارند که فرمان‌های الهی به‌طور مستقیم به موسی ارائه شد و این دستورها در تورات نوشته شده‌است و نیازی به قوانین شفاهی یا تفسیر ندارد. از این رو قرائیم هیچ‌یک از کتاب‌های تفسیری نظیر میشنا یا تلمود را قبول ندارند. در خواندن تورات قرائیم به‌معنی رایج لغات توجه دارند و از این رو هر لغتی را بر اساس معنی رایج آن به اسرائیلیان قدیم معنی می‌کنند. برخلاف آن‌ها یهودیت تلمودی، قوانین را بر اساس قضاوت‌های سنهدرین تبیین می‌کند.
قرائیم به معنی قرائت‌کنندگان (خوانندگان) است. بر اساس نظر قرائیم وظیفهٔ هر یهودی به‌صورت شخصی این است که تورات را مطالعه کرده و خود بهترین معنی برای دستورها را بیابد. بر اساس نوشتهٔ آوراهام بن دیوید، در سفر کابالا، حرکت قرائیم در بغداد و در زمان خلافت عباسیان شروع شد. قرائیم خود اعتقاد دارند که منشأ آن‌ها موسی بوده و در زمان موسی تنها تورات و نه تلمود وجود داشت. از این رو قرائیم در تقابل با فریسیان قرار می‌گیرند. از نظر ایشان یهودیت تلمودی، دارای قوانین ساختهٔ بشر است و تنها یهودیت قرائی همان یهودیت موسی است.
گاهی مخالفان قرائیم آن‌ها را با صدوقیان یکی می‌دانستند که در زمان معبد دوم وجود داشتند. قرائیم خود اعتقاد دارند با اینکه شباهت‌هایی بین حرکت آنان و صدوقیان، به‌طور مثال در رد کردن تلمود، وجود دارد آن‌ها گروه متمایزی به نام بنی صدق در زمان معبد دوم بوده‌اند.
در زمان‌های قدیم قرائیم حتی اکثریت یهودیان را تشکیل می‌دادند؛ ولیکن اکنون جمعیت آن‌ها بسیار کم شده‌است و تخمین‌های فعلی چیزی حدود ۵۰٬۰۰۰ نفر از آن‌ها را که ۴۰٬۰۰۰ نفر با علیا از کشورهای اطراف به اسرائیل رفته‌اند تخمین می‌زند. یکی از گروه‌های بزرگ که هنوز هم وجود دارند طایفه امیر است. (نگاه کنید به توراه سفر دوم پادشاهان) و همچنین می‌توانید نگاهی به معنی نام امیر بیندازید.

## تاریخچه
این فرقه توسط عنان ابن داوود شکل گرفت و در بغداد و مناطق اطراف آن و همچنین یهودیان شهرهای مختلف ایران طرفداران بسیار پیدا کرد. پیروان عنان اعتقاد داشتند که قوانین شفاهی روحانیون یهودی الهی نبوده و از این رو مقیدکننده نیستند.
بعد از مرگ راس جالوت شلومه بن حسیدای دوم دو برادر برای جایگزینی او مناسب بودند یکی عنان ابن داوود و دیگری حنانیه بود. در نهایت حنانیه راس جالوت شد و این انتخاب توسط خلیفه بغداد تأیید شد؛ ولیکن طرفداران عنان بن داوود وی را راس جالوت خواندند. عنان خود با این امر مخالفتی نکرد و از این رو اینکار توسط خلیفه عباسی به عنوان خیانت شناخته شد. او به مرگ محکوم شد ولیکن توسط زندانی هم‌بند خود، ابو حنیفه، که مذهب حنفی را بنیان نهاد نجات داده شد. در نهایت به او و طرفدارانش اجازه داده شد به فلسطین بروند و یک کنیسه ایجاد کنند.
عنان تصمیم به گسترش افکار خود گرفت. در سال ۷۷۰ میلادی او کتاب فرمان‌های خود را نوشت. در این کتاب او نظرهای زیادی را به مخالفت نظر روحانیون یهودی اقتباس کرده‌است. او برای نوشتن این کتاب از کتاب‌های سدوسیان و اسنها استفاده کرد.

### دوران طلایی
دوران طلایی قرائیم در بین سالهای ۹۰۰ تا ۱۱۰۰ میلادی بود که در آن زمان قرائیم گسترش زیادی در غرب و شرق سرزمین‌های اسلامی یافتند. قرائیم اجازه پیدا کردند که خودمختار بوده و سازمان‌های خود را داشته باشند. آن‌ها در مصر قدرت زیادی پیدا کردند. در این زمان گفته می‌شود که قرائیم حتی حدود ۴۰ درصد کل جمعیت یهودیان را تشکیل می‌دادند.

### در روسیه
در قرن ۱۹ قرائیم روسیه خود را از یهودیان تلمودی جدا کردند که این امر باعث می‌شد قوانین ضدیهودی به آن‌ها اعمال نشود. دولت روسیه به قرائیم گفته بود که با اینکه قرائیم تلمود را (که در آن مطالب زیادی علیه عیسی مسیح وجود دارد) قبول ندارند با این وجود یهودی بوده و برای مرگ عیسی مسئول هستند؛ ولیکن قرائیم گفتند که آن‌ها در زمان عیسی در اورشلیم نبوده و قبل از آن در روسیه ساکن شده بودند. این کار باعث شد که بیشتر قوانین ضدیهودی به آن‌ها اعمال نشود.

## اعتقادها
قرائیم اعتقاد دارند که آن‌ها یهودیت واقعی را همانگونه که خدا در تنخ دستور داده‌است رعایت می‌کنند. آن‌ها اعتقاد دارند که تلمود و تفسیرهای بعد از تورات ساخته روحانیون یهودی بوده و از این رو نیازی به رعایت آن‌ها نیست. در صورت خطر جانی، مالی و آموزشی می‌توانند خود را پنهان کنند و نام‌های غیر از عبری برگزینند مانند آنوسی‌ها

### اعتقادها نسبت به تلمود
قرائیم به دلایل زیر اعتقاد به تورات شفاهی (تلمود) ندارند:
1. میشنا دارای نظرهایی است که با یکدیگر در تضادند.
2. میشنا نمی‌گوید که حقیقت در کدام طرف یک مباحثه‌است. از این رو گاهی میشنا با هر دو نظر مخالف بوده یا نظر مشخصی ندارد.
3. آن‌ها اعتقاد دارند که تفسیر توراتی که به موسی نازل شده‌است تنها می‌تواند یک نظر و نه چندین نظر باشد.
4. آن‌ها اینکه میشنا از موسی نقل شده باشد را مورد شک قرار می‌دهند.
5. قانون شفاهی در تورات ذکر نشده‌است.
6. وقتی خدا به موسی گفت که به طور سینا بیاید به او گفت: «بیا به سمت من در کوه، و آنجا باش، من به تو لوحه‌های سنگی می‌دهم، و یک قانون، و دستورهایی که من نوشته‌ام.» (خروج ۲۴:۱۲). این متن اشاره‌ای به قوانین شفاهی نمی‌کند.
7. تنخ اشاره می‌کند که تورات به مدت ۵۰ سال گم شده بود تا اینکه مجدداً توسط روحانیون احیا شد. وقتی که تورات به مدت ۵۰ سال گم می‌شود، تورات شفاهی چگونه ممکن است حفظ شده باشد.
8. کتاب‌های تلمود و میشنا به‌طور واضح صحبتهای کسانی است که در قرنهای ۲ تا ۵ بعد از میلاد می‌زیستند در مقایسه با تورات که به‌طور مستقیم به موسی نازل شد.
9. تورات می‌گوید: «تو نباید لغتی به آنچه من دستور می‌دهم اضافه کنی، یا کم کنی، تا تو دستور یهوه را رعایت کنی، خدای تو، که من دستور می‌دهم.» (تثنیه ۴:۲). این آیه اجازه تفسیرهای آتی را سلب می‌کند به خصوص که این تفسیرها مقدس نیز محسوب می‌شوند.
10. یوشع بن نون می‌گوید: «بعد از آن او (یوشع) تمام لغات تورات را خواند، نفرین‌ها و محبت‌ها، همان‌گونه که در طومارهای تورات نوشته شده بود. لغتی در تمامی آنچه موسی دستور داده بود نبود که یوشع در مقابل تمامی مجلس اسرائیل، بچه‌ها و غریبه‌هایی که در میان آن‌ها بودند نخوانده باشد.»

به دلیل اینکه یوشع توراتی را که موسی نوشته بود خواند این امر که تورات شفاهی وجود ندارد واضح است زیرا او چگونه می‌تواند قانون شفاهی را از تورات نوشته شده بخواند. همچنین چون او تمامی قوانین را خواند مشخص است که قوانینی خارج از تورات وجود ندارد.

### چه کسی یهودی است؟
قرائیم برخلاف یهودیت ربانی (تلمودی) اعتقاد به نسل پدری دارند. از این رو کسی یهودی محسوب می‌شود که دارای پدر یهودی باشد. حتی این قانون تا ۹ نسل ادامه دارد یعنی فرزندان تا ۹ نسل می‌توانند یهودی شوند.

## در ایران
از چهره‌های مهم این فرقه پس از عنان ابن داوود می‌توان به بنیامین نهاوندی و دانیال بن موسی قومسی که از یهودیان ایرانی بوده‌اند اشاره کرد. رشد این فرقه با تلاش‌های سعادیا گائون رئیس مدرسه دینی سورا و گائونهای پس از او متوقف شد.